# Драма
Вижте пояснителната страница за други значения на Драма.
Драмата е сред трите основни литературни рода, наред с лириката и епоса. Писателите на драматични произведения се наричат драматурзи, а техните творби най-често биват изпълнявани от актьори в театри.
В основата на драматичната творба е конфликт, изразяващ социални и духовни противоречия. Свързана е със сценичното изпълнение и с неговите изисквания за време, пространство и театрална техника. Основните видове драма са трагедия, комедия и сатира (понякога към тези три вида се добавя и трагикомедията).
Думата „драма“ (на старогръцки език: δρᾶμα) означава „действие“. Драмата води началото си от култа към бог Дионис. Изпитва влияния от Елевзинските мистерии и от култа към мъртвите, тъй като по време на погребения в Древна Гърция и в Тракия са се възпроизвеждали събития от живота на погребвания. През епохата на Античността драмата е тясно свързана и с култа към героите. В древногръцката драма хората са призовани да задават въпроси, а боговете да им отговарят. 
Драмата възниква и се развива в контекста на атинските празници в Древна Гърция, наречени Големи Дионисии, и в началото на развитието си изпълнява свещени (сакрални) функции. Има най-силни изяви през VI – V век пр.н.е. Основните три жанра на класическата старогръцка драма са трагедия, сатирна драма и комедия. За разлика от съвремието, в древността женските роли са били играни от преоблечени мъже.

## Същност на драмата като литературен род
Драмата възниква в дълбока древност. Европейската драма се заражда в Гърция. Появата на драмата се дължи на разпадането на обредния хор и появата на тълкувател, който тълкува архаичните текстове на хоровите песни. Развитието на драмата се дължи на древногръцкия драматург Есхил, който въвежда втори актьор в пиесите, и на древногръцкия драматург и поет Софокъл, който въвежда трети актьор; тези промени дават възможност на диалога да се разгърне, а ролята на хора все повече отслабва.
Структурата на драмата се утвърждава постепенно в процеса на развитие на този литературен род, във връзка с културните вкусове на обществото. Развитието на драмата е в тясна връзка с театъра и от важно значение са неговите специфични норми: актьорска игра, костюми, музика, декор. В това отношение драмата се различава от лириката и от епоса по това, че действието при драмата е насочено към зрителя, а не към читателя. Драматичното действие се възприема колективно от зрителите едновременно. Драматичното действие се отличава от епическото по това, че е вместено в по-тесни времеви и пространствени граници, а персонажите се разкриват в момент на остър конфликт. Драматичното действие най-често спазва традиционните линии за установяване на обстоятелствата, които пораждат художествения конфликт: начало, нарастване на конфликта, временно намаляване на напрежението, връхна точка на конфликта, край на конфликта. В драмата действието се развива основно чрез речта на актьорите. Диалогът и монологът играят важна роля в драмата.
Трите единства (на време, на място и на действие) са характерни изисквания на античната гръцка драма, възприети също във френския класицизъм.